# Pauna

Localização de Pauna no departamento de Boyacá.

Pauna é um município no departamento de Boyacá, na Colômbia.